# Хюстън Рокетс
„Хюстън Рокетс“ са американски професионален баскетболен отбор със седалище в Хюстън. Ракетите се състезават в Националната баскетболна асоциация (НБА) като отбор от Западната конференция на югозападната дивизия на лигата. Екипът играе домакинските си мачове в Toyota Center, разположен в центъра на Хюстън.

## История
Основани са през 1967 година, под името Сан Диего Рокетс, след четири години се местят в Хюстън. Печелили са титлата два пъти – през 1994 и 1995 година, и губят два пъти – през 1981 и 1986.

## Успехи
- Шампиони на Югозападната дивизия – 9 пъти (1977, 1986, 1993, 1994, 2015, 2018, 2019, 2020, 2025)
- Шампиони на Западната Конференция – 5 пъти (1981, 1986, 1994, 1995, 2018)
- Шампиони на НБА – 2 пъти (1994, 1995)